# Sankt Wolfgang-Kienberg
Sankt Wolfgang-Kienberg là một đô thị thuộc huyện Judenburg trong bang Steiermark, nước Áo. Đô thị Sankt Wolfgang-Kienberg có diện tích 20,39 km², dân số cuối năm 2005 là 1277 người.